# Frédéric Amorison
Frédéric Amorison (né le 16 février 1978 à Beloeil) est un coureur cycliste et directeur sportif belge. Coureur professionnel de 2002 à 2014, il devient en 2015 directeur sportif au sein de la formation WB-Veranclassic-Aqua Protect.

## Biographie
Frédéric Amorison naît le 16 février 1978 à Beloeil en Belgique.

## Palmarès et résultats

### Par année
- 1994
  - Champion du Hainaut sur route débutants
  - Champion du Hainaut du contre-la-montre débutants
  - Ronde de Dottignies
- 1995
  - 2e du championnat du Hainaut du contre-la-montre juniors
  - 2e du championnat du Hainaut sur route juniors
- 1996
  - Champion du Hainaut sur route juniors
  - Champion du Hainaut du contre-la-montre juniors
  - 3e du Circuit Het Volk juniors
- 1998
  - Champion du Hainaut sur route espoirs
- 1999
  - 3e de la Course des chats
- 2000
  - 2e étape du Tour de la province d'Anvers
- 2001
  - Grand Prix Soluver
  - 3e de l'Internationale Wielertrofee Jong Maar Moedig
- 2002
  - 2e étape du Tour de la Région wallonne
  - Tour de Bochum
  - 2e de la Wingene Koers
  - 3e de l'Omloop van het Meetjesland
- 2005
  - 3e du Delta Profronde
- 2006
  - 3e du Tour de la Hainleite
  - 3e de la Heusden Koers
  - 3e du Grand Prix Beeckman-De Caluwé
- 2007
  - 3e du Grand Prix Jef Scherens
  - 3e du Grand Prix Beeckman-De Caluwé
- 2008
  - Puivelde Koerse
  - Heusden Koers
- 2009
  - 3e du Grand Prix Jef Scherens
- 2010
  - Wanzele Koerse
  - À travers le Hageland
  - Textielprijs Vichte
  - 2e de la Puivelde Koerse
  - 2e du Grand Prix Briek Schotte
  - 2e de la Zwevezele Koers
  - 3e de la Flèche du port d'Anvers
- 2011
  - Flèche flamande
  - 3e de la Course des chats
- 2012
  - Flèche flamande
  - Grand Prix Jean-Pierre Monseré
  - Grote Prijs Gemeente Kortemark
  - 2e du Tour de Hainan
  - 3e du Grand Prix Jef Scherens
- 2013
  - 2e du Tour de Hainan

### Classements mondiaux
| Année           | 2006 | 2007 | 2008 | 2009 | 2010 | 2011 | 2012 | 2013 | 2014 |
| --------------- | ---- | ---- | ---- | ---- | ---- | ---- | ---- | ---- | ---- |
| UCI Asia Tour   |      |      |      |      |      |      |      | 208e | 35e  |
| UCI Europe Tour | 82e  | 84e  | 310e | 196e | 122e | 174e | 199e | nc   | 910e |